# Alphamenes semiplanus
Alphamenes semiplanus är en stekelart som beskrevs av Giordani Soika 1978. Alphamenes semiplanus ingår i släktet Alphamenes och familjen Eumenidae. Inga underarter finns listade i Catalogue of Life.